# Беговая беседка
Беговая беседка — главное здание Московского ипподрома. Расположено по адресу: Беговая ул., дом 22.
Первое здание было построено в 1889—1894 годах по проекту архитекторов И. Т. Барютина и С. Ф. Кулагина, при участии С. М. Жарова. Фасад украшал портик, по бокам которого находились башни, украшенные двумя квадригами всего с восемью конями. К концу 1940-х годов здание обветшало, а в 1949 году сгорело.
В 1950—1955-х годах здание ипподрома было реконструировано и перестроено архитекторами И. В. Жолтовским (руководитель), П. И. Скоканом и В. Л. Воскресенским в стиле сталинской и палладианской архитектуры. На фасаде появился один из самых больших в Москве портиков, а также изящная башенка. От старого здания остались только фасадные стены. Одну из квадриг в целости и сохранности поместили над серединой портика, а коней другой квадриги разместили на краях того же портика и по бокам башенки. Башня замыкает перспективу 2-го Боткинского проезда.

## Галерея

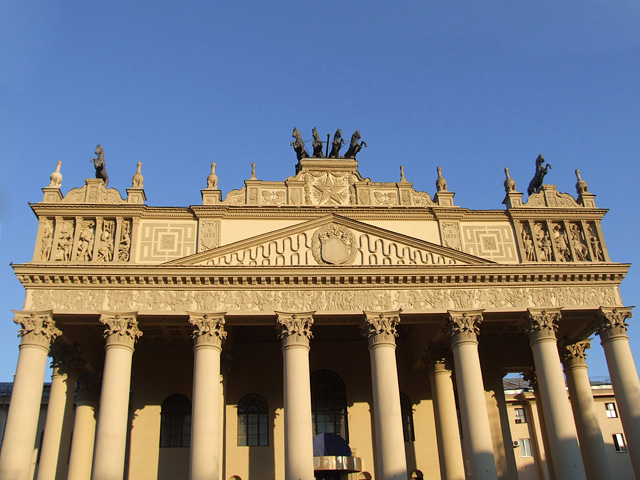
Портик
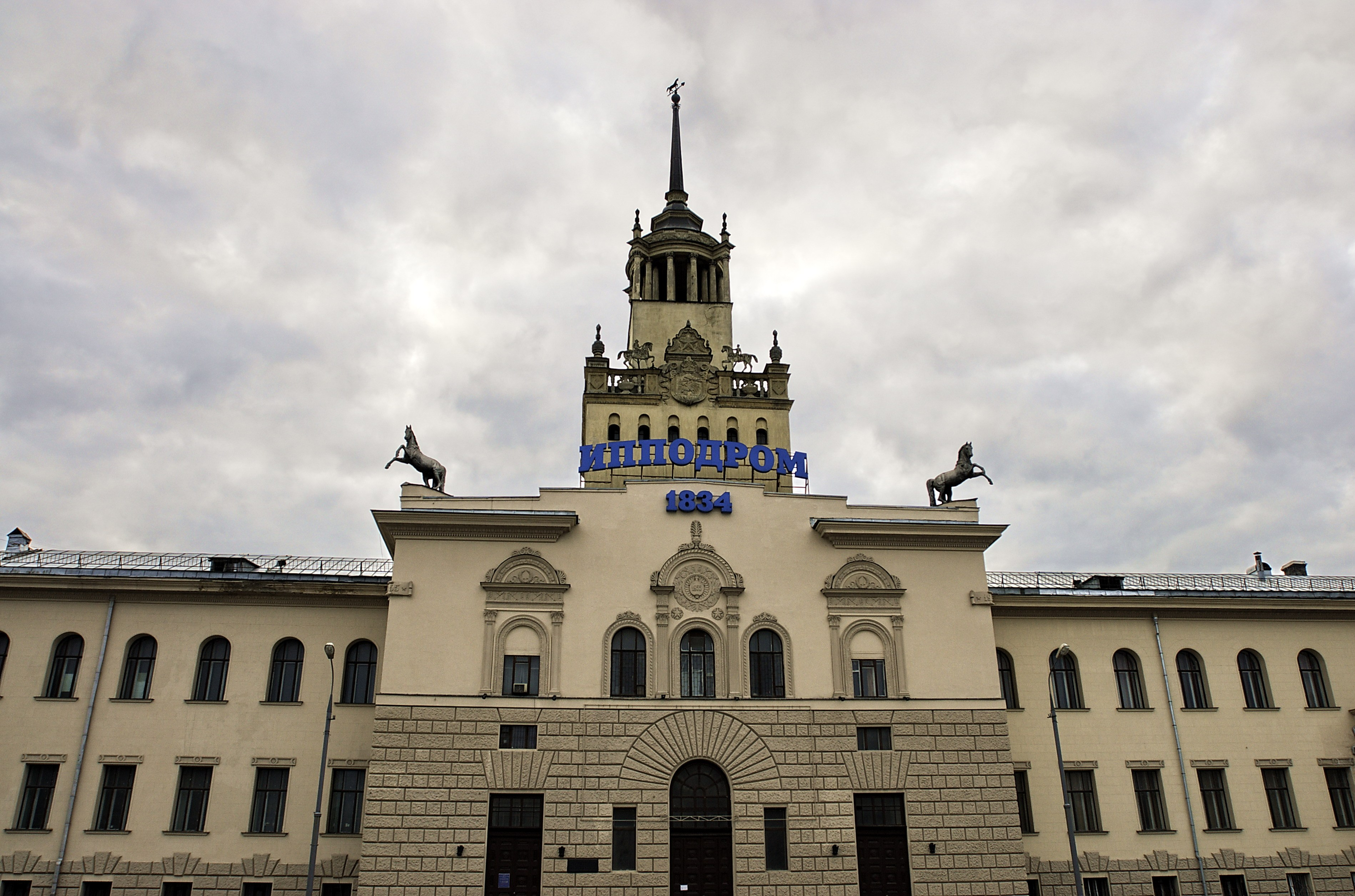
Башня